# Éducation et entraînement militaire

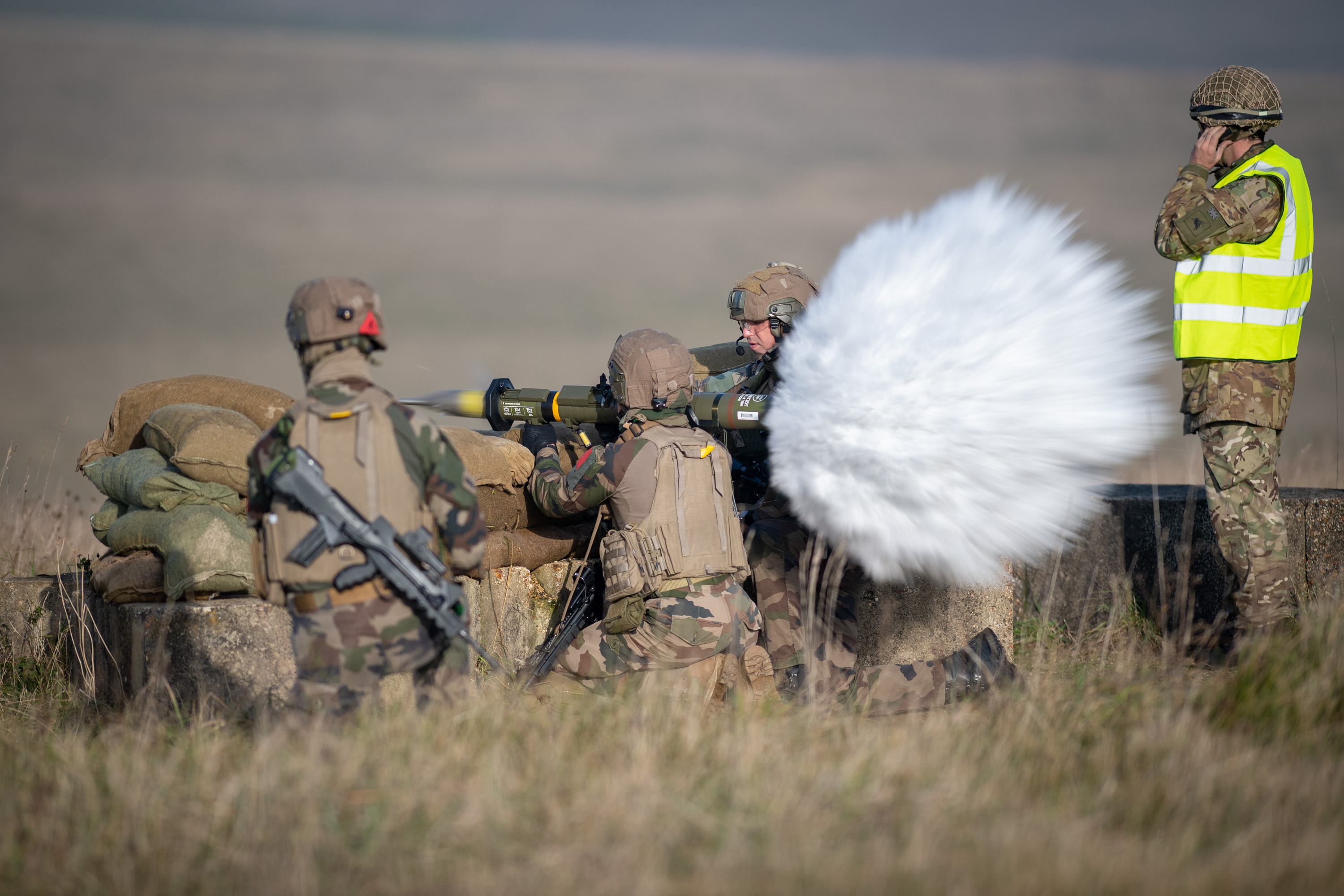
Des soldats français s'entraînant aux côtés du régiment de parachutistes de l'armée britannique.

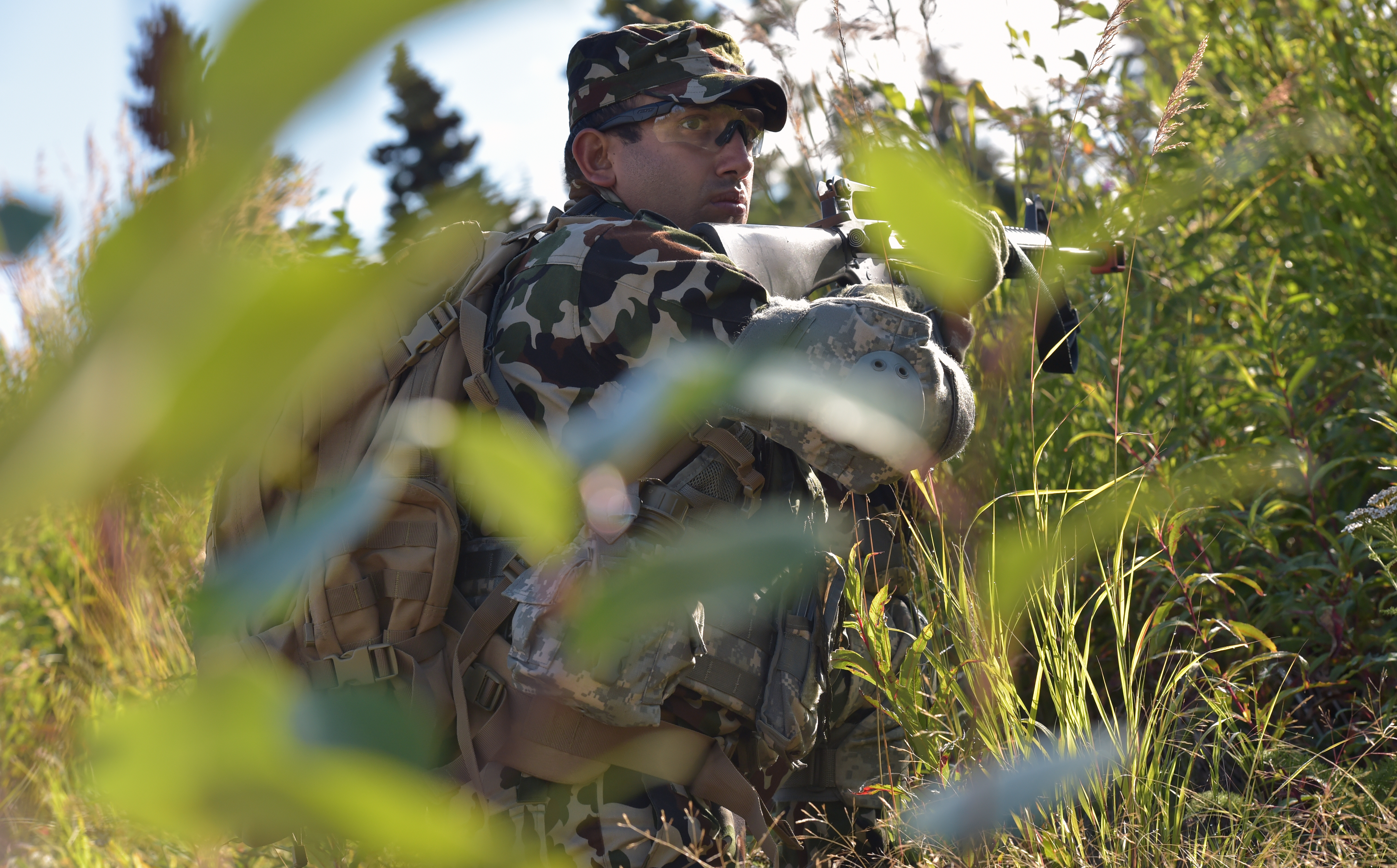
Soldats népalais lors d'un exercice d'entraînement

L'éducation et l’entraînement militaires sont un processus qui vise à établir et à améliorer les capacités du personnel militaire dans leurs rôles respectifs. La formation militaire peut être volontaire ou obligatoire. Il commence par la formation des recrues, se poursuit par l'éducation et la formation spécifiques aux rôles militaires, et comprend parfois une formation supplémentaire au cours d'une carrière militaire. Le personnel de direction est le personnel militaire qui compose le personnel d'instruction d'un établissement de formation militaire.
Dans certains pays, l'instruction et la formation militaires font partie de l'enseignement obligatoire. Les organisateurs pensent que l'éducation militaire peut apporter des avantages et des expériences qui ne peuvent être obtenus à partir d'une classe normale, comme l'éducation en retrait. De plus, les participants peuvent acquérir davantage de compétences de survie au cours de la formation militaire, comme la coopération et la résilience, ce qui aidera les participants à améliorer les capacités du personnel militaire dans leurs rôles respectifs.

## Formation des recrues

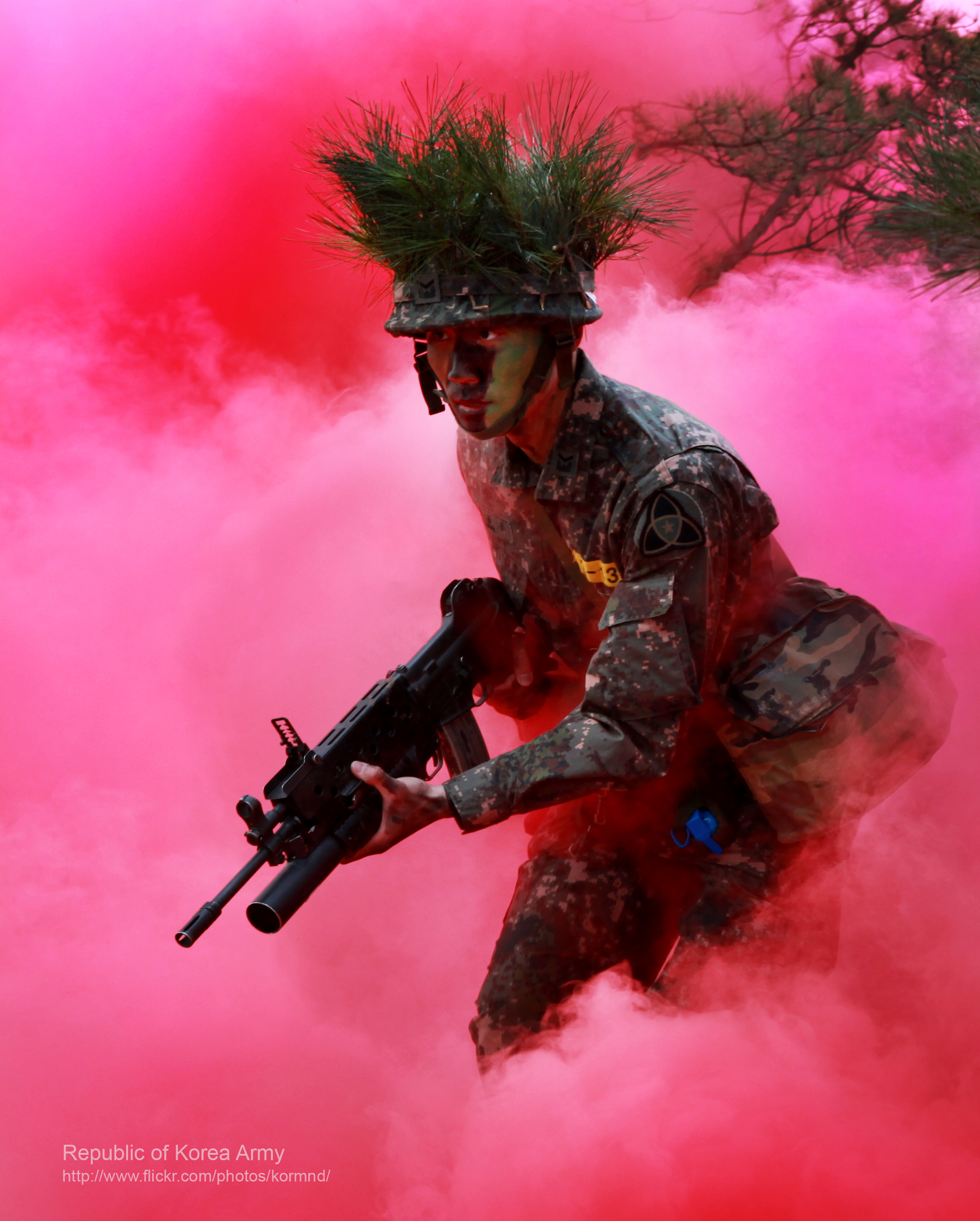
Formation des recrues de l'armée de la ROK, mai 2014

La forme primaire et initiale de formation militaire, la formation des recrues, utilise diverses techniques de conditionnement pour resocialiser les stagiaires dans un système militaire, pour s'assurer qu'ils obéiront à tous les ordres sans hésitation et pour enseigner les compétences militaires de base,,,,. La resocialisation en tant que concept sociologique implique le processus de "reconversion" mentale et émotionnelle des individus afin qu'ils puissent fonctionner dans un nouvel environnement; il favorise des changements dans les attitudes et les comportements d'un individu. L'instructeur militaire a pour tâche de rendre les membres du service aptes à un usage militaire.

## Formation spécifique au rôle
Après leur formation de recrue, le personnel peut suivre une formation complémentaire spécifique à son rôle militaire, y compris l'utilisation de tout équipement spécialisé. Ils sont alors normalement jugés aptes au service militaire.

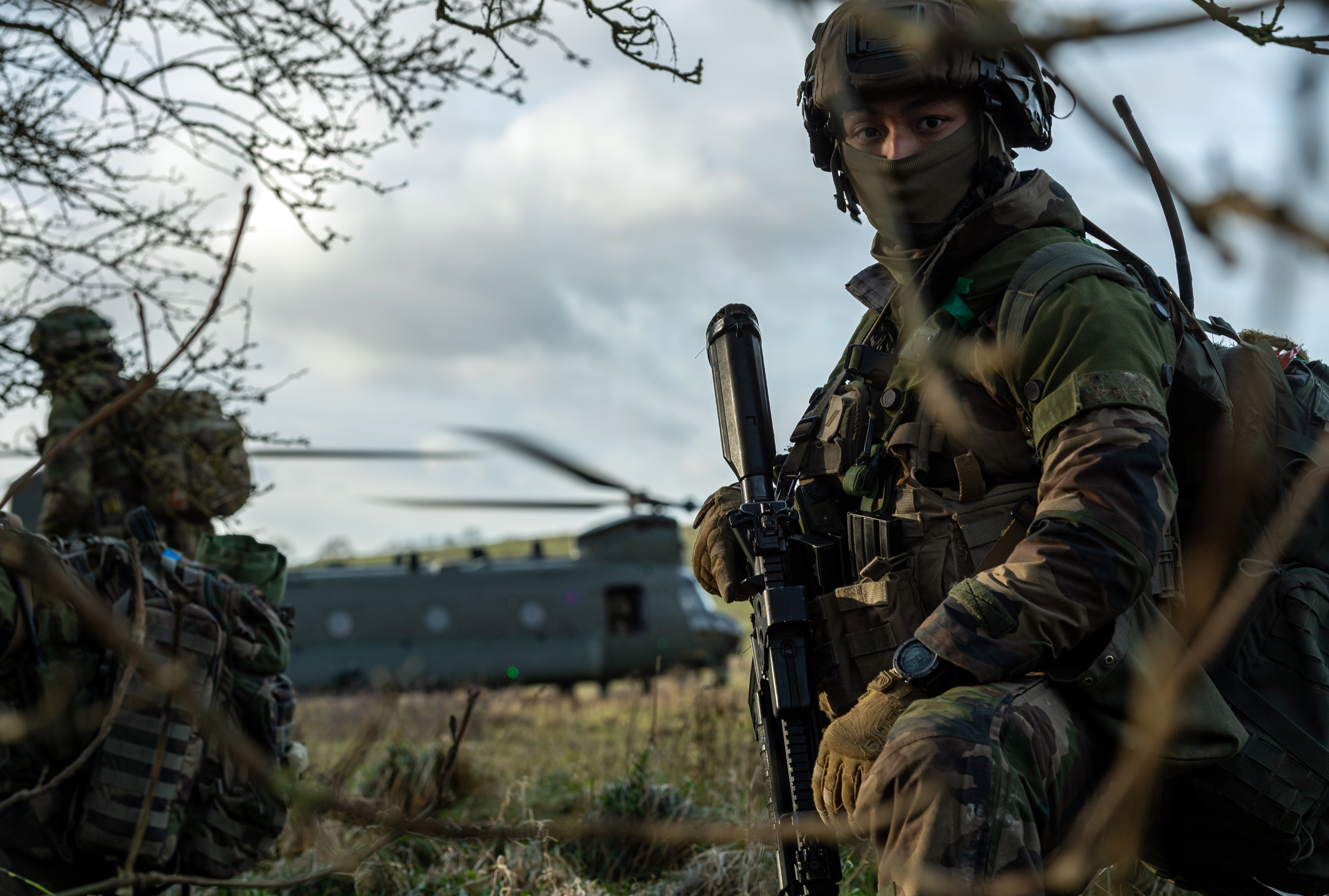
Parachutistes français dans la plaine de Salisbury lors de l'exercice Wessex Storm.

## La formation continue
Le personnel militaire peut continuer à recevoir une formation au cours de sa carrière.

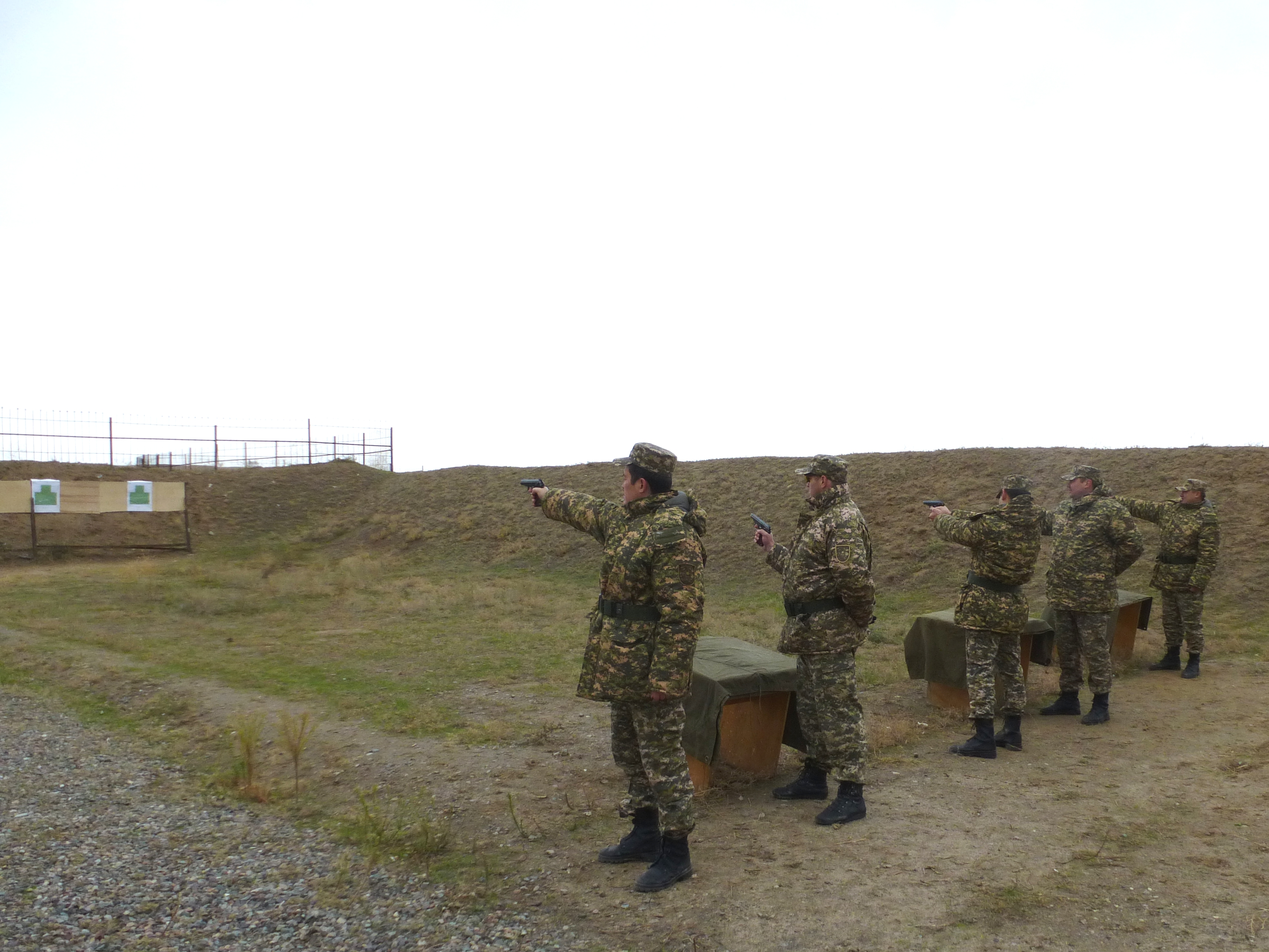
Personnel militaire kazakh à l'Institut d'Almaty des forces terrestres kazakhe

## Sources et références
1. ↑  Australia, Department of Defence, « Final report of the Learning Culture Inquiry », 2006 (consulté le 1er juillet 2017)
2. ↑  (en) Winslow, « Misplaced Loyalties: The Role of Military Culture in the Breakdown of Discipline in Two Peace Operations », Journal of Military and Strategic Studies, vol. 6, no 3,‎ 2004 (ISSN 1488-559X, lire en ligne [archive du 24 décembre 2017], consulté le 19 février 2018)
3. ↑  McGurk, 'Joining the ranks: The role of indoctrination in transforming civilians to service members', (in 'Military life: The psychology of serving in peace and combat [vol. 2]'), Westport, Praeger Security International, 2006, 13–31 p. (ISBN 978-0275983024)
4. ↑  Grossman Dave, On killing : the psychological cost of learning to kill in war and society, New York, Rev., 2009 (ISBN 9780316040938, OCLC 427757599)
5. ↑  Hockey John., Squaddies : portrait of a subculture, Exeter, Devon, University of Exeter, 1986 (ISBN 9780859892483, OCLC 25283124)